# Magna Carta Island
Magna Carta Island ist eine Insel in der Themse, England oberhalb des Bell Weir Lock. Die Insel liegt gegenüber der Wässerwiese Runnymede. Die Insel wurde 1974 von Buckinghamshire an Berkshire übertragen.
Die Insel ist eine von mehreren möglichen Orten, an denen Johann Ohneland 1215 die Magna Carta besiegelte. Die Urkunde selbst enthält den Namen Runnymede, doch ist es möglich, dass die Insel als Teil von Runnymede gesehen wurde.
Es ist bekannt, dass sich 1217 Heinrich III. und der spätere Ludwig VIII. auf der Insel trafen.